# دوميترو بوبيسكو
دوميترو بوبيسكو (بالرومانية: Dumitru Popescu)‏ هو لاعب كرة قدم مولدوفي في مركز الهجوم، ولد في 11 أبريل 1995 في كيشيناو في مولدوفا. لعب مع دينامو اوتو تيراسبول ونادي داسيا كيشيناو.

## وصلات خارجية
- دوميترو بوبيسكو على موقع قاعدة بيانات كرة القدم.إي يو (الإنجليزية)
- دوميترو بوبيسكو على موقع Soccerway.com (الإنجليزية)